# Ratchet: Gladiator
 (février 2025).
Si vous disposez d'ouvrages ou d'articles de référence ou si vous connaissez des sites web de qualité traitant du thème abordé ici, merci de compléter l'article en donnant les références utiles à sa vérifiabilité et en les liant à la section « Notes et références ».
Ratchet: Gladiator (appelé Ratchet: Deadlocked en version originale américaine) est un jeu de tir à la troisième personne et de plates-formes, sorti en 2005, développé par Insomniac Games et édité par Sony Computer Entertainment, sur PlayStation 2.
Il s'agit du quatrième épisode de la franchise Ratchet and Clank, mais également, le dernier développé par Insomniac Games à être sorti sur PlayStation 2.
Le joueur incarne Ratchet, qui, grâce à ses précédentes aventures, est devenu un héros galactique. Cependant, dans cette nouvelle épreuve, il est séparé de son compagnon Clank et se retrouve forcé à participer à un jeu fortement médiatisé où il doit combattre pour sa survie. Pour s'en sortir, Ratchet va devoir utiliser toutes sortes d'armes et de gadgets pour réussir les défis imposés.
Cet épisode reçut un bon accueil critique et commercial, mais moindre que les épisodes précédents, à cause d'une orientation radicalement différente des autres opus de la série. En effet, son gameplay laisse plus de place à l'action et son design est plus sombre.

## Trame

### Contexte

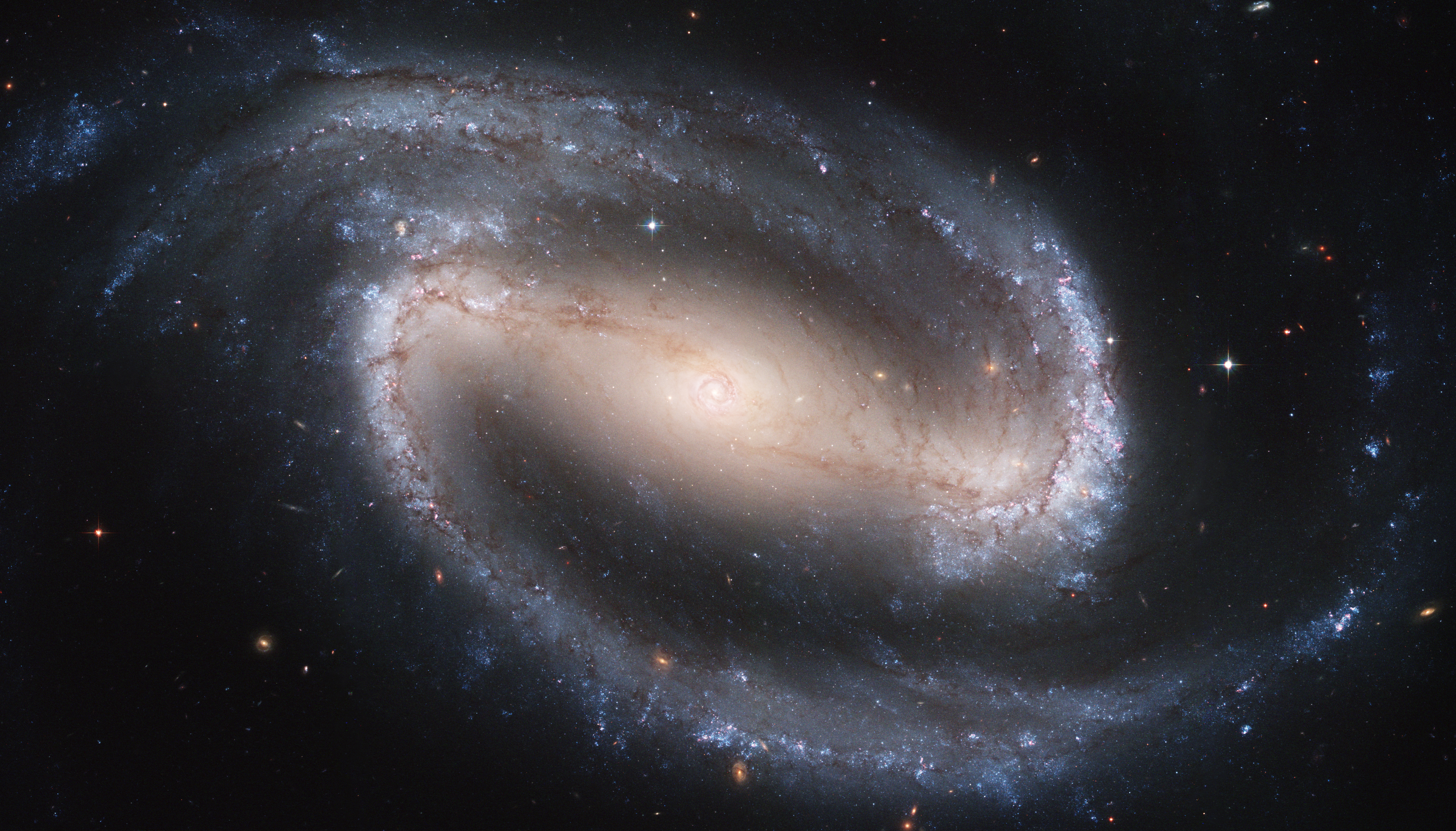
Le jeu se déroule à une échelle galactique.

Le jeu (et par extension toute la série) se déroule dans un univers de science-fiction futuriste, à l'échelle d'une galaxie. Le contexte temporel n'est pas mentionné.
L'histoire de Ratchet: Gladiator se déroule dans la même galaxie que le premier et le troisième épisode : la galaxie de Solana. Le personnage principal est capturé par un empire médiatique appelé Vox Industries, et est forcé à participer à une émission de téléréalité appelée DreadZone. Cette émission capture des héros galactiques et les envoie, contre leur gré, combattre pour leur survie, dans des environnements dangereux situés sur plusieurs planètes et les mettant aux prises avec des centaines d'ennemis cherchant à les tuer.
Les candidats capturés ne peuvent pas s'enfuir, puisqu'un collier de sécurité est attaché à leur cou. Ce collier peut non seulement délivrer une forte décharge électrique, mais aussi exploser si le candidat devient récalcitrant ou ennuyeux. Seuls les meilleurs candidats ont une chance de pouvoir retrouver la liberté, mais aucun candidat n'a réussi à sortir vivant de DreadZone.

### Personnages principaux
Le joueur incarne un seul personnage durant tout le jeu : Ratchet (VF : Marc Saez, VO : James Arnold Taylor). De race Lombax (une sorte de félin bipède), Ratchet a, lors d'aventures précédentes, sauvé deux galaxies et est devenu un héros galactique renommé. Ancien mécanicien, il ne se sépare jamais de sa clé à molette (appelée Omniclé dans cet épisode), qui lui sert d'arme de corps à corps. Ratchet n'a pas de super-pouvoir et use de son excellente maîtrise des armes et des véhicules pour parvenir à vaincre ses ennemis.
Ratchet est accompagné dans ses aventures par un petit robot, Clank (VF : Martial Le Minoux, VO : David Kaye). Doté de grandes capacités intellectuelles, il se révèle aussi être très utile à Ratchet pour évoluer dans son environnement : il dispose de mécanismes permettant à Ratchet de sauter plus haut, plus loin et d'avancer plus vite dans l'eau. Cependant, dans cet épisode, il est séparé de son ami et il ne peut aider Ratchet qu'à distance.
Durant l'aventure, Ratchet recevra l'aide d'Al, un pro de l'électronique présent dans le premier et le troisième épisode, ainsi que de deux robots de combat, appelés Mercenaire et Le Bleu. Ces robots combattent quasiment en permanence avec Ratchet et l'assistent pour franchir des obstacles ou enclencher des mécanismes dans les dangereuses épreuves de DreadZone.
Gleeman Vox (VF : Antoine Tomé, VO : Michael Bell) est le créateur de l'émission et le grand méchant du jeu. À la tête d'un empire médiatique appelé Vox Industries, il est seulement intéressé par l'argent et le pouvoir. Il a à sa solde : une équipe de tueurs appelés les Exterminators, chargés d'éliminer les concurrents du jeu, et deux commentateurs très partiaux, Dallas et Juanita, affublant les participants de calomnies incessantes.

### Résumé du scénario
Alors que Ratchet et Clank sont responsables du vaisseau Phénix, ils sont informés qu'un héros reconnu, le Capitaine Starshield, a été tué en participant contre son gré à une émission appelée DreadZone (qui pourrait être traduit en français par « La Zone de la terreur »). Mais au moment où ils apprennent la nouvelle, une flotte de robots aborde le vaisseau pour capturer Ratchet et Clank, ainsi que leur ami Al.
Ils sont emmenés dans le « secteur de l'Ombre », et ils comprennent très vite que Gleeman Vox, le créateur de DreadZone, les a capturés pour participer à l'émission : étant équipés d'un collier de sécurité explosif les empêchant de s'échapper, leur seule chance de regagner leur liberté est de remporter le jeu. Ratchet est envoyé au combat, tandis que les deux autres sont reclus dans une suite de confinement. Ratchet reçoit deux robots de combat de la part d'Al, Mercenaire et Le Bleu, pour l'aider dans ses épreuves. Clank, quant à lui, parvient à pirater le réseau de transmissions pour communiquer avec Ratchet et lui fournir des informations à l'insu de Gleeman Vox.
Ratchet, alors engagé dans le jeu, montre ses talents de héros, parvient à remporter de plus en plus d'épreuves, et à taper dans l'œil de Gleeman : en effet, les Exterminateurs, qui sont des soldats à la solde de Gleeman et chargés de tuer les concurrents, sont détestés du public, à l'inverse de Ratchet qui, grâce à ses victoires, gagne en popularité auprès des spectateurs. Alors que Ratchet continue d'accumuler des victoires, Clank et Al trouvent le moyen d'enlever les colliers de sécurité dont ils sont affublés, leur permettant de s'échapper de la DreadZone. Mais ils sont remarqués et Ace Hardlight, le chef des Exterminateurs, blesse Al.
Cependant, Ratchet parvient à progresser encore plus dans le jeu et à vaincre Ace Hardlight. Ce dernier prévient Ratchet de ne pas accepter la proposition que va lui faire Gleeman. En effet, ce dernier souhaite faire de Ratchet sa nouvelle star, mais Ratchet refuse, dégoûté à l'idée de tuer d'autres héros et de faire de la pub à outrance pour l'argent. Gleeman envoie alors Ratchet dans une épreuve réputée impossible ; mais avec l'aide de ses compagnons, Ratchet parvient à s'en sortir.
Ayant rassemblé suffisamment d'informations, Clank décide d'en finir : Ratchet est envoyé au cœur de l'arène principale pour détruire trois générateurs, permettant aux autres héros participant au jeu de s'échapper. Mais Gleeman leur tend un piège et menace de faire tout exploser si Ratchet échoue. Cependant, les trois générateurs sont finalement détruits, et Ratchet se retrouve face-à-face avec Gleeman. Après un long combat acharné, Gleeman est battu. Ce dernier décide d'abattre sa dernière carte : il déclenche l'autodestruction de la station, ne laissant qu'une minute à vivre à lui et à Ratchet.
Mais Ratchet est sauvé in extremis par ses compagnons, ayant trouvé une navette de secours. Ils décollent et voient la station exploser, Gleeman étant resté à l'intérieur. Ils sont finalement remerciés par tous les autres héros capturés.

## Système de jeu

### Généralités

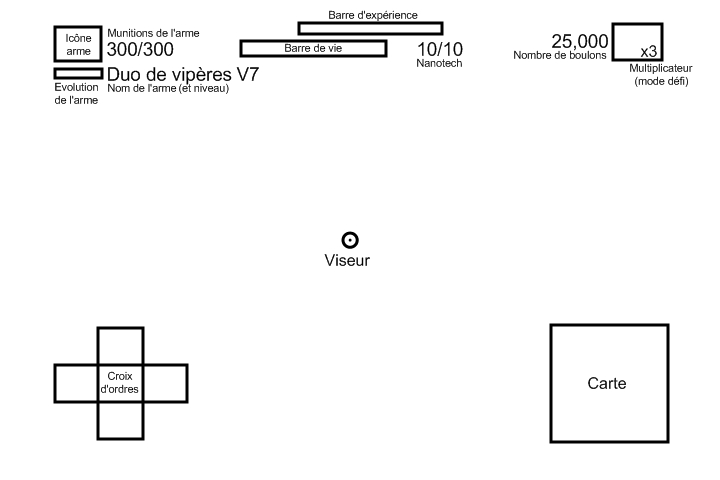
Reproduction simplifiée de l'affichage tête haute.

Ratchet: Gladiator est un jeu de tir à la troisième personne, présentant des aspects de plates-formes (le jeu peut aussi être joué en mode subjectif). Il peut être joué seul, ou avec un deuxième joueur en mode coopératif. Un mode à part, multijoueur, est aussi disponible et reprend les niveaux du jeu.
Le but principal du jeu est de compléter des missions, dans des niveaux remplis d'ennemis cherchant à tuer le joueur pour l'empêcher d'arriver à son objectif. Le joueur doit utiliser des armes, des véhicules et des gadgets pour parvenir à débloquer de nouvelles missions, de nouveaux niveaux, et ainsi progresser dans le jeu.
Le jeu est découpé en 90 missions (60 principales et 30 secondaires). Dans les missions, le joueur doit remplir divers objectifs situés sur un tracé plus ou moins ouvert. Il peut s'agir de rallier un point dans le niveau, de capturer des points stratégiques, ou de tuer des vagues d'ennemis. Lorsqu'il y a plusieurs objectifs, le joueur peut décider, si cela est possible, de choisir librement l'ordre dans lequel il peut remplir les objectifs. Une fois ces derniers atteints, la mission est terminée. Certaines missions requièrent aussi d'être terminées dans un temps imparti.

### Combats
Ratchet, pour se sortir de DreadZone, doit utiliser des armes, des véhicules et des gadgets pour survivre, vaincre ses ennemis et réussir les missions imposées. Il pourra compter sur ses robots de combat et l'aide à distance de Clank pour avancer dans le jeu. Durant sa route, il amassera des boulons (la monnaie du jeu) qui lui permettront d'acheter des armes, des améliorations pour ses robots et pour sa clé, dans des magasins situés souvent au début de chaque défi.

Une clé à molette, similaire à celle utilisée par Ratchet dans ses aventures. Par ailleurs, ratchet en anglais, signifie « clé à cliquet ».

Le joueur dispose d'armes variées pour pouvoir progresser. Le jeu en compte dix (un nombre inférieur aux épisodes précédents qui en comptaient respectivement seize, vingt-quatre et vingt), et on retrouve des armes classiques (pistolet-mitrailleur à plasma, lance-bombes, lance-roquettes par exemple), mais aussi des armes plus novatrices comme un fléau. Ratchet peut changer d'arme instantanément (le temps s'arrête pour laisser au joueur le choix de l'arme), et n'est pas affecté par ses propres tirs, c'est-à-dire qu'il ne subit ni dégât, ni recul. Chaque arme dispose d'un seul chargeur de taille variable, et Ratchet doit trouver des munitions soit en les achetant dans des magasins, soit en les trouvant dans des caisses sur le terrain.
Ratchet doit aussi utiliser des gadgets pour progresser dans l'aventure. Au nombre de 9, ils sont répartis en deux types : ceux utilisables par Ratchet, et ceux utilisables par les robots de combat. Les gadgets de Ratchet sont en général équipés automatiquement en fonction de la situation, tandis que les gadgets des robots doivent être enclenchés grâce à un ordre donné par le joueur.
Les gadgets sont souvent acquis gratuitement au cours de la progression du jeu, seulement un gadget étant payant au cours du jeu. Les gadgets, contrairement aux armes, sont perdus à chaque partie en mode défi, à l'exception du gadget payant.
Ratchet dispose de robots de combat (Mercenaire et Le Bleu) améliorables, qui l'aideront à effectuer certaines tâches. Pour les utiliser, le joueur doit leur donner des ordres via la croix directionnelle. Il peut demander une tâche précise (automatiquement adaptée à la situation), ou alors un regroupement. Ces robots peuvent aussi tomber hors service s'ils prennent trop de dommages, et il est alors possible de les ressusciter.
Ratchet peut aussi piloter quatre véhicules durant ses campagnes DreadZone. Ces véhicules ont des caractéristiques diverses, et sont utilisés dans des cas précis. Il est possible de les trouver sur des plates-formes appelées véhicultimes (mot-valise issu de véhicule et ultime), et ces dernières peuvent aussi réparer automatiquement les véhicules qui passent dessus. Des tourelles fixes, qui peuvent pivoter à 360 degrés, sont aussi trouvables dans plusieurs tracés fatals. Elles sont utilisables par Ratchet, mais aussi par certains ennemis.

### Environnements
Le jeu comporte 11 mondes, mais il n'est proposé qu'une infime partie de la planète qui fait office de « tracé fatal ». Le tracé fatal comporte entre trois et sept missions, dans un environnement semi-ouvert : en effet, dans de nombreux cas, il est impossible d'explorer la carte entière en une seule mission car certaines zones sont verrouillées. Pour terminer le tracé fatal, il faut compléter les missions principales pour obtenir un badge. Puis pour avoir accès aux autres mondes, il faut compléter divers défis supplémentaires pour acquérir des points de terreur. Une fois le quota de points de terreur atteint, et le nombre de badges requis atteint, un nouveau tournoi ou un nouveau monde est débloqué.
| Station DreadZone : C'est ici que tout se gère et que les héros sont tenus en détention dans des suites de confinement. Une arène, le Dôme de Combat, est située au centre de la station. Ratchet affrontera trois des quatre Exterminators dans cette arène. |
| Catacrom 4 : Le tracé fatal se situe sur un cimetière de robots. Ratchet doit atteindre le dôme funéraire situé sur les hauteurs et vaincre les robots-zombies pour terminer le tracé.                                                                        |
| Sarathos : De grands marais puants composent le tracé. Infesté de léviathans et de soldats DreadZone, Ratchet doit se frayer un passage pour affronter le roi léviathan.                                                                                      |
| Kronos : Un tracé en milieu urbain soumis à une pluie battante. Pour affronter Shellshock, le premier Exterminator, Ratchet doit ouvrir les portes de la cathédrale noire et avancer sur de nombreux glisso-rails.                                            |
| Shaar : Une planète glacée où la température reste toujours négative. Un temple fait l'objet du tracé fatal, et Ratchet doit détruire des sculptures situés à l'intérieur du temple pour avancer dans le jeu.                                                 |
| Orxon : Planète déjà présente dans Ratchet and Clank mais dans un autre secteur, c'est aux alentours d'une raffinerie que Ratchet devra sauver des fans en délire pris au piège.                                                                              |
| Ceinture de Valix : Une ceinture d'astéroïdes qui tient en son cœur un phare servant à guider les vaisseaux dans la ceinture. Mais le rayon d'énergie gamma a été désactivé et Ratchet doit le réactiver, puis le recalibrer.                                 |
| Torval : C'est dans une usine de jouets Ace Hardlight désaffectée que le tracé fatal prend place. Ratchet ne peut pas s'échapper et doit trouver un vaisseau caché pour ainsi remporter le badge.                                                             |
| Stygia : Un bouclier protège cette planète d'incessantes pluies de météorites. Or, DreadZone a détruit l'inducteur du bouclier et Ratchet doit le réparer pour sauver les habitants de Stygia.                                                                |
| Maraxus : Ratchet doit s'évader de la prison de Maraxus. Or ses robots sont aussi en captivité, et il doit d'abord les libérer avant de sortir. |
| Gare fantôme : Une ancienne gare pour les vaisseaux, qui fut transformé en une campagne DreadZone prétendue impossible. Ratchet est pris au piège et devra atteindre l'hovership situé au cœur de la gare pour détruire cette dernière et finir le tracé.     |

### Progression
Les boulons représentent la monnaie du jeu, comme les épisodes précédents. Ratchet peut en amasser en tuant des ennemis, en cassant des caisses sur le tracé fatal, en gagnant des points de compétence ou en remportant des défis. Avec ces boulons, Ratchet peut acheter des armes, des munitions et des modifications à des magasins, ou des améliorations pour ses robots de combat. Tout objet acheté est définitivement acquis (munitions excepté), et ne peut être perdu par la suite.
Chaque arme est évolutive, et fonctionne sur un système de points d'expérience. Plus le joueur élimine d'ennemis avec une arme, plus celle-ci accumule d'expérience. Une fois un certain seuil atteint, elle passe au niveau supérieur, et gagne en puissance. Les armes ont un maximum de 10 niveaux dans une partie normale, puis en achetant une nouvelle version de l'arme dans une partie en mode défi (après avoir au préalable élevé l'arme au niveau 10), il est possible d'élever l'arme jusqu'au niveau 99. Dans le même contexte, les points de vie de Ratchet (appelés Nanotech) évoluent sur un système similaire.
Le jeu comporte cinq modes de difficulté : Pantouflard, Concurrent, Gladiateur, Héros et Exterminator, chacun étant plus difficile que le précédent (les ennemis sont plus résistants et causent plus de dégâts). Le mode Exterminator n'est débloqué qu'après avoir terminé le jeu. En fonction de la difficulté choisie, chaque défi rapportera de 1 à 5 étoiles, ce qui permettra d'obtenir de nouvelles apparences pour le joueur.
Le jeu contient aussi des objectifs facultatifs appelés « points de compétence ». Ces objectifs demandent au joueur une tâche très précise et offrent en récompense des boulons. Il y a 165 points de compétence dans le jeu, et ces derniers donnent accès à des bonus modifiant l'expérience de jeu (avoir les mondes en miroir ou changer la météo par exemple).
Pour la première fois de la série, les joueurs peuvent personnaliser leurs armes grâce à des modifications. Dans les deux épisodes précédents, les modifications étaient prédéfinies et ne pouvaient être changées. Ici, grâce à deux types de modifications (Alpha et Oméga), le joueur peut décider de la capacité du chargeur, d'y mettre une visée automatique, d'augmenter son blast, ou de gagner plus d'expérience. Il peut aussi assimiler un effet secondaire à ses tirs, comme provoquer des jets de magma, geler les ennemis, ou les transformer en animaux.

### Multijoueur
Le jeu propose des aspects multijoueur. Le premier est un mode coopératif en écran divisé (il n'existe pas de mode coopératif en ligne). Dans ce mode, l'aventure principale peut être jouée par deux joueurs en simultané. Le jeu en coopératif présente quelques différences : les robots de combat sont remplacés par le deuxième joueur, un joueur mort ressuscite automatiquement au bout de 5 secondes si son coéquipier est encore en vie, et les deux joueurs ne doivent pas rester éloignés plus de 10 secondes. Les armes et les munitions sont partagées entre les deux joueurs, c'est-à-dire que les deux joueurs ne peuvent pas utiliser la même arme.
Un autre aspect multijoueur est plus basé sur le combat, et était déjà présent dans Ratchet and Clank 3. Cet aspect est jouable jusqu'à quatre en écran splitté (il faut utiliser un multitap pour jouer à plus de deux sur la même console), et jusqu'à dix joueurs en ligne. Cinq modes sont disponibles :
- Le mode Combat à mort (Deathmatch) où il faut éliminer ses adversaires,
- Le mode Capture le drapeau (Capture the flag) où il faut prendre et ramener le drapeau ennemi à sa base,
- Le mode Conquête (Conquest) qui consiste à prendre des points de contrôle sur la carte,
- Le mode Roi de la colline (King of the hill) où le but est de rester dans une zone le plus longtemps possible,
- Le mode Monstre (Juggernaut) qui consiste à éliminer un joueur en particulier.

Les joueurs ont la possibilité de former des équipes librement ou de jouer chacun pour soi selon les modes et le nombre de joueurs.
Le système de jeu est similaire au mode solo, à la différence que les armes se trouvent sur le sol ou sur les ennemis tués, et que les dégâts infligés diffèrent. Les quatre véhicules ainsi que tous les niveaux du jeu sont disponibles, ainsi que huit des dix armes présentes dans l'aventure. Il n'est possible de se connecter aux serveurs du jeu qu'en fonction de la zone du DVD (un joueur possédant un jeu américain ne peut jouer que sur des serveurs américains).

## Développement

### Passé d'Insomniac Games

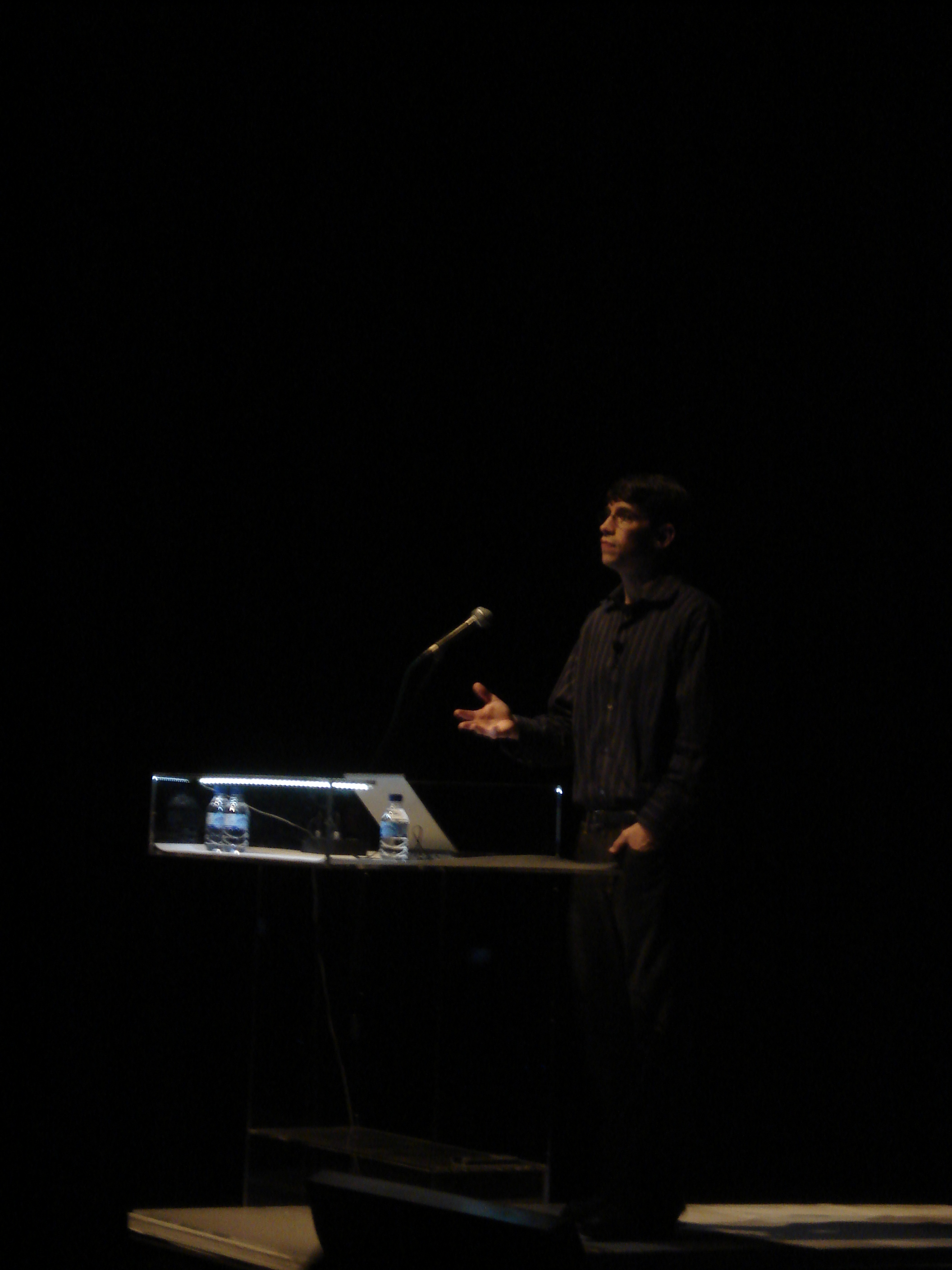
Ted Price, président d'Insomniac Games, lors d'une conférence à l'ArtFutura 2006, soit l'année suivant la sortie de Ratchet: Gladiator.

Le jeu a été développé par le studio californien d'Insomniac Games. Fondé en 1994 par Ted Price et deux programmeurs, Alex et Brian Hastings, ils sont devenus en quelques années une firme reconnue pour leurs jeux de qualité sur les consoles PlayStation, grâce au lancement de deux séries de jeux très populaires : Spyro the Dragon et Ratchet and Clank. Cette dernière a connu, avant l'apparition de Ratchet: Gladiator, trois épisodes, sortis exclusivement sur PlayStation 2. Leur succès commercial et critique a permis à la série de devenir une franchise connue des joueurs et des journalistes. Insomniac a pour habitude de sortir des jeux très régulièrement : jusqu'à présent depuis 2002, ils ont sorti un jeu par an, à chaque fois à la fin de l'année.

### Annonce du jeu
Le développement de Ratchet: Gladiator a débuté dans une phase de pré-production juste après la complétion de Ratchet and Clank 3 (à la fin de l'année 2004), puis quelques mois plus tard, passa en full-production. Au départ, les premiers concepts définissaient le jeu sur une seule planète, où deux races sont en guerre dans un conflit global, et où Ratchet et Clank auraient chacun une vision différente sur cette guerre. Le projet s'appelait alors Ratchet and Clank: Nexus. Mais le projet a par la suite évolué et changé de direction pour devenir Ratchet: Gladiator.
Le jeu fut officiellement annoncé le 11 avril 2005, avec, une nouvelle fois, le studio d'Insomniac Games au développement, en même temps que les nouveaux épisodes de ses deux concurrents sur la console de Sony, en l'occurrence Jak X et Sly 3. Dès les premiers mois du développement, Insomniac a voulu explorer une nouvelle dimension de la série en mettant en avant le côté action et destruction, en mettant Ratchet seul au combat. De plus, les environnements sont plus sombres et moins colorés, en adéquation avec la nouvelle orientation du jeu. Au mois de mai, le jeu est présenté au cours de l'Electronic Entertainment Expo à Los Angeles. Alors, Sony Computer Entertainment annonce la sortie du jeu en Europe pour le 5 novembre.
Ratchet: Gladiator fut également le dernier jeu d'Insomniac Games sur PlayStation 2, puisqu'à partir de 2006, Insomniac n'a développé des jeux que sur PlayStation 3, sans pour autant abandonner la série. Plus de 150 personnes ont participé au développement du jeu.
Le gameplay n'a pas été substantiellement modifié durant le développement du jeu, si ce n'est deux changements d'affichage tête haute, la disparition des jambes des robots de combat, et quelques modifications graphiques et textuelles mineures.
La trame du jeu a été comparée à celle de Running Man de Stephen King pour le concept de DreadZone, et les colliers ont été comparés à ceux de Battle Royale,.

### Technique
Le moteur graphique reprend celui de l'épisode précédent avec quelques améliorations, fonctionnant à 50 ou 60 images par seconde (en mode solo) selon la version PAL ou NTSC. Il supporte le format 16/9 et la version NTSC propose un mode balayage progressif en 480p.

## Bande-son

### Bande originale
La musique du jeu a été composée pour la quatrième fois consécutive par le compositeur franco-américain David Bergeaud, avec des musiques additionnelles de Niels Bye Nielsen. Elle est d'un style plus electro et rock que les épisodes précédents, pour mieux coller à l'ambiance plus sombre du jeu. Le jeu comprend 54 pistes différentes pour près de 5 heures de musique.

## Accueil

### Critiques
Le jeu reçut dans l'ensemble une bonne critique au niveau mondial, bien qu'inférieure à celle des épisodes précédents. À titre de comparaison, Ratchet and Clank 3 a une moyenne de 91,5 % sur GameRankings, alors que Ratchet: Gladiator atteint 82,5 %.
Le jeu reçoit un bon accueil de la part des sites américains et anglophones : le site IGN lui accorde un 8,8 sur 10 et lui décerne un Editor's Choice Award, en citant que « la frénésie de Ratchet: Gladiator est toujours un énorme réservoir de fun ».  Le site GameSpot quant à lui accorde un 8,6 sur 10, en appréciant « l'humour, les armes stylées, et plein de modes de jeux différents dans un pack cohérent ». La plus haute note décernée au jeu est un 9,8 sur 10 de Games Xtreme. De fait, contrairement au précédent épisode, le jeu n'a reçu aucune note parfaite de 10 sur 10 (ou équivalent).
L'accueil fut plus froid en France, les notes perdant généralement plusieurs points par rapport aux précédents opus de la série. Le site Jeuxvideo.com lui accorde la note de 15 sur 20, grâce au plaisir de jeu conservé et à une bande son de qualité. Mais le site Gamekult lui attribue un 5 sur 10, critiquant le manque de nouveautés et la répétitivité du gameplay.

### Ventes
Le jeu, lors de sa sortie aux États-Unis, se vendit à 55 300 exemplaires lors de sa première semaine En comparaison, le troisième épisode s'était vendu à 207 500 exemplaires en un mois complet.
En France, si aucun chiffre de ventes n'est connu, le jeu a atteint le top 40 des meilleures ventes de jeux vidéo toutes plates-formes confondues sur Amazon.fr pendant quatre semaines, du 21 novembre 2005 au 12 décembre 2005 inclus.
En juin 2007, les ventes s'élèvent à 2,17 millions d'exemplaires à travers le monde, un chiffre inférieur aux autres épisodes. Cependant, les ventes furent largement suffisantes pour que le jeu entre dans la gamme Platinum en Europe et dans la gamme Greatest Hits en Amérique du Nord.

## Postérité

### Des dérivés sur portables
Le succès du jeu, reposant déjà sur celui des précédents épisodes, permit la pérennité de la franchise. Tout d'abord, la série connait un épisode sur téléphones mobiles, appelé Going Mobile, sorti peu après Ratchet: Gladiator. Ensuite, la série connait un nouveau développeur, High Impact Games, qui développe deux épisodes sur PlayStation Portable : La taille, ça compte en 2007 et Secret Agent Clank en 2008,. Ces épisodes sont par la suite portés sur PlayStation 2,.

### Un avenir sur PlayStation 3
Insomniac Games quant à eux sont passés à la PlayStation 3. Ayant développé une nouvelle franchise, la série Resistance, ils n'ont pas pour autant abandonné la série des Ratchet. En 2007 sortit le premier épisode de la série sur PlayStation 3, Opération Destruction, puis, au cours de l'année 2008, arriva un mini-épisode sur le PlayStation Network, nommé Quest for Booty, qui reprend l'histoire là où celle d'Opération Destruction s'arrêtait. Enfin, en fin d'année 2009 sortit un épisode qui conclut l'arc scénaristique commencé dans les deux premiers épisodes sur PlayStation 3, A Crack in Time.